# Neagolius
Neagolius — один из подродов рода Афодий в семействе пластинчатоусых.

## Систематика
В некоторых случаях этот подрод могут рассматривать как отдельный род. 

### Перечень видов
- Aphodius amblyodon K. Daniel, 1900
- Aphodius bilimeckii Seidlitz, 1891
- Aphodius heydeni Harold, 1871
- Aphodius liguricus J. Daniel, 1902
- Aphodius montanus Erichson, 1848
- Aphodius montivagus Erichson, 1848
- Aphodius penninus J. Daniel, 1902
- Aphodius pollicatus Erichson, 1848
- Aphodius praecox Erichson, 1848
- Aphodius schlumbergeri Seidlitz, 1891